# Calmels-et-le-Viala
Calmels-et-le-Viala è un comune francese di 247 abitanti situato nel dipartimento dell'Aveyron nella regione dell'Occitania.

## Società

### Evoluzione demografica
Abitanti censiti